# タプタプアテア
タプタプアテア (Taputapuatea) はフランス領ポリネシアのライアテア島にあるコミューンで、アベラ (Avera)、オポア (’Ōpoa)、プオヒネ (Puohine) という3地区 (communes associées) を含んでいる。オポア地区にあるタプタプアテアのマラエとその周辺の文化的景観は「タプタプアテア」の名で、2017年にUNESCOの世界遺産リストに登録された。

## 脚注

ライアテア島とタハア島の地図

## 歴史
ライアテア島はポリネシア人最初の定住地とされ、かつては伝説の地「ハヴァイイ」の名を与えられていた。
アビラ地区ではペトログリフなどが発見されている。
オポア地区は伝説上、海の神タンガロアの息子、オロ神 ('Oro) が生まれたとされており、16世紀から17世紀頃の宗教改革の後、そのマラエ（祭祀場）がポリネシアで最重要のものと目されるようになった。
2016年2月22日には、フランス領ポリネシアを公式訪問していたフランス大統領フランソワ・オランドが、かつて最重要と目されたオポア地区のマラエ、およびバニラ農園を視察するためにタプタプアテアを訪問した。
タプタプアテアのマラエと周辺景観は2017年7月9日に世界遺産リストに登録された。